# Dominique aux Jeux olympiques d'été de 2004
La Dominique a envoyé 2 athlètes aux Jeux olympiques de 2004 à Athènes en Grèce.

## Résultats

### Athlétisme
400 m hommes
- Chris Lloyd - 6e dans la 5e série avec un temps de 47 s 98.

800 m femmes
- Marie-Lyne Joseph - 7e dans la 5e série avec un temps de 2 min 20 s 23

## Officiels
- Président : Rosanne Pringle-Pierre
- Secrétaire général : Thomas Dorsett